# Andy Caldecott
Andy Caldecott (Keith, Australia, 10 de agosto de 1964 - Nuakchot, Mauritania, 9 de enero de 2006) fue un piloto de motos australiano. Ganó cuatro veces consecutivas el Safari Australiano, durante los años 2001-2004, fue nombrado tercer mejor piloto de raids del mundo en 2003 y terminó en cuarta posición el Campeonato del Mundo de Rallys Cross Country en 2004.
Participó en el Rally Dakar en las ediciones de 2004 (abandono por una fractura de tobillo), 2005 (6.º puesto) y 2006, año en el cual falleció a consecuencia de un accidente durante la novena etapa, mientras marchaba 10.º.

## Resultados

### Rally Dakar
| Año     | Categoría | Vehículo | Posición | Etapas |
| ------- | --------- | -------- | -------- | ------ |
| 2004    | Motos     | KTM      | Ret.     | -      |
| 2005    | Motos     | KTM      | 6.º      | 2      |
| 2006    | Motos     | KTM      | QEPD     | 1      |
| Fuente: |           |          |          |        |